# Pink Funky
《Pink Funky》는 대한민국의 걸 그룹 마마무의 세 번째 미니 음반이다. 2015년 6월 19일에 발매되어, 당일 KBS 2TV 뮤직뱅크에서 타이틀 곡 〈음오아예 (Um Oh Ah Yeh)〉로 컴백 무대를 선보였다.

## 개요
- 《Piano Man》에 이어 6개월 만의 음반이다.
- 타이틀 곡인 〈음오아예 (Um Oh Ah Yeh)〉는 ‘음 오 아예’라는 키워드를 먼저 연상한 뒤, ‘이상형을 보면 자연스럽게 나오는 감탄사’라는 소재를 부가하면서 만들어졌다.[1] 후렴의 ‘음오아예’ 부분은 해당 가사를 강조하기 위하여 일부러 음을 한 음으로 통일하고, 리듬을 달리하는 방식을 사용하였다.[2]
- 6번 트랙 〈AHH OOP! (아훕!)〉은 2015년 4월 2일 선공개되었다.

## 트랙 리스트
| #  | 제목                                | 작사                   | 작곡                   | 재생 시간 |
| -- | ----------------------------------- | ---------------------- | ---------------------- | --------- |
| 1. | 〈Freakin Shoes〉                   | 화사                   | 김도훈, 서재우, 화사   | 3:00      |
| 2. | 〈음오아예 (Um Oh Ah Yeh)〉         | 김도훈, 솔라, 문별     | 김도훈                 | 3:34      |
| 3. | 〈따끔〉                            | 황성진, 김창락, 이은지 | 황성진, 김창락, 이승엽 | 3:50      |
| 4. | 〈갑과 을 (No no no)〉              | 서용배, 박우상, 문별   | 서용배, 박우상         | 3:16      |
| 5. | 〈Self Camera〉                     | 김세문, 박우상         | 박우상                 | 3:17      |
| 6. | 〈AHH OOP! (아훕!)〉                | 에스나                 | 에스나                 | 3:22      |
| 7. | 〈음오아예 (Um Oh Ah Yeh) (Inst.)〉 |                        | 김도훈                 | 3:34      |
| 8. | 〈따끔 (Inst.)〉                    |                        | 황성진, 김창락, 이승엽 | 3:45      |